# Estelí (departamento)
Estelí é um departamento da Nicarágua, sua capital é a cidade de Estelí
O departamento é banhado pelo rio Estelí, afluente do rio Coco. 
Produz cacau, anis, café, açúcar, cereais e frutas. Possui minas de ouro, prata e cobre.

## Municípios
O departamento de Estelí encontra-se dividido em 6 municípios:
1. Condega
2. Estelí
3. La Trinidad
4. Pueblo Nuevo
5. San Juan de Limay
6. San Nicolás